# Piana di Sibari
La piana di Sibari, che prende il nome dall'omonima città magnogreca, è la pianura più grande della Calabria. Situata sul versante ionico settentrionale della regione, fa da confine tra il massiccio del Pollino e quello della Sila. È solcata al centro dai corsi del fiume Crati e del suo affluente Coscile, che sfociano nel mar Ionio.
A carattere paludoso, è stata bonificata e resa coltivabile negli anni trenta, favorendo una notevole emigrazione dalle montagne circostanti e dando vita a una discreta attività agricola (agrumi, oliveti, risaie), che è la principale risorsa economica, oltre al turismo, della zona. I comuni che ricadono nel territorio della piana sono: Corigliano-Rossano, Castrovillari, Cassano all'Ionio (di cui fa parte anche la frazione di Sibari che ha dato il nome alla piana stessa e dove insiste il Parco e il Museo Archeologico ), Trebisacce, Villapiana, Terranova da Sibari, Cerchiara di Calabria.

## Storia
I reperti archeologici affermano che questo territorio è stato frequentato dall'uomo nell'età del bronzo e in quella del ferro da popolazioni indoeuropee.
Il nome della pianura deriva da Sybaris, una famosa città della Magna Grecia. Divenne in breve tempo un importante centro commerciale. Leggendarie divennero le raffinatezze dei costumi degli abitanti di questo territorio finché nel 510 a.C. venne distrutta dalla rivale Crotone. Venne successivamente abitata da popolazioni come gli Enotri e i Bruzi dediti ad attività come pastorizia e agricoltura. Sul finire degli anni '50, la piana di Sibari conobbe un periodo di importante evoluzione economica non solo della Calabria, ma di tutto il Mezzogiorno.

## Comuni della piana di Sibari
Di seguito si riporta l'elenco dei comuni sui quali si estende la piana di Sibari.

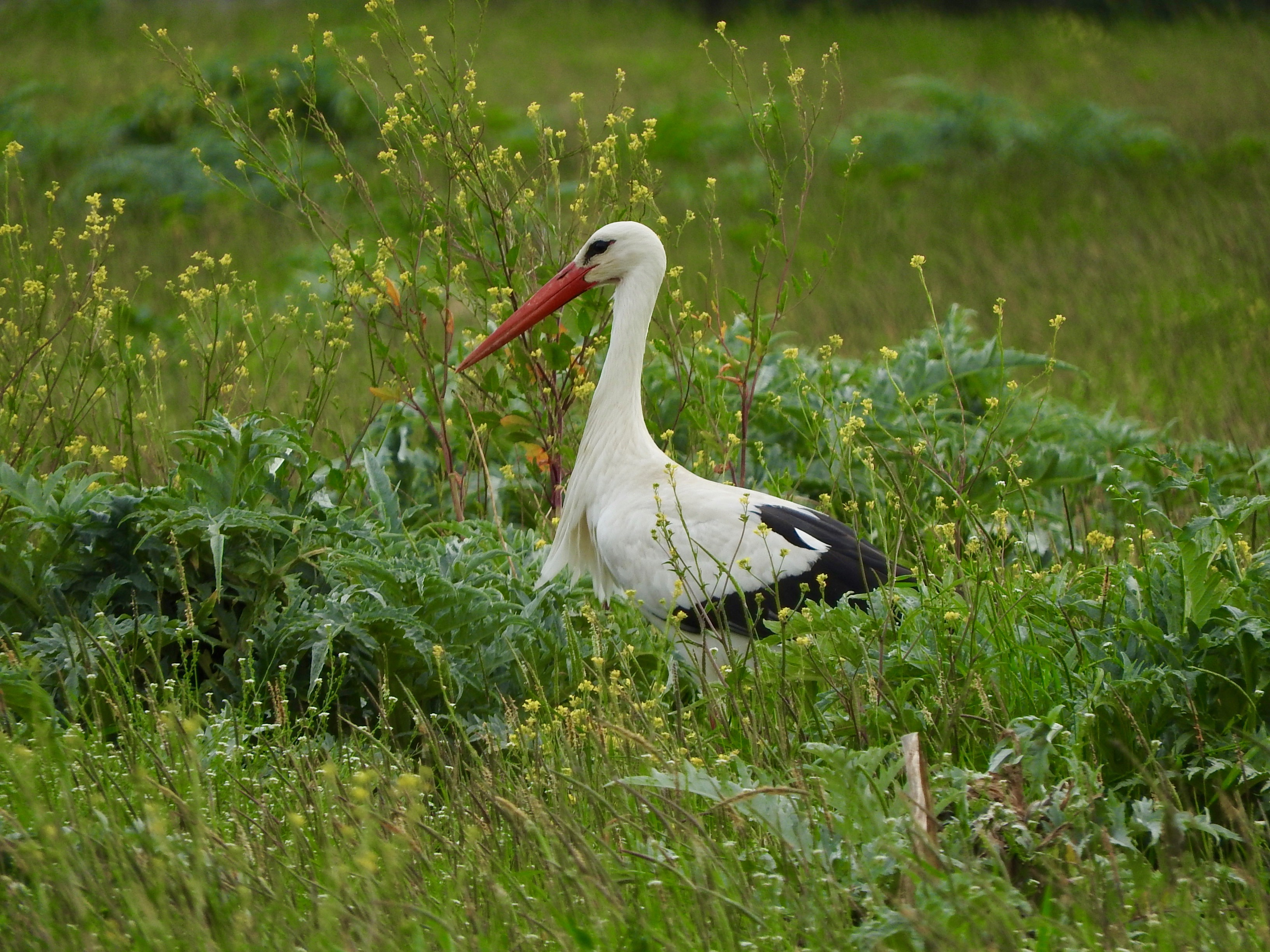
La piana di Sibari ospita gran parte delle coppie di Cicogna bianca nidificanti in Calabria.

| # | Comune                | Provincia | Abitanti |
| - | --------------------- | --------- | -------- |
| 1 | Corigliano-Rossano    | Cosenza   | 77.100   |
| 2 | Castrovillari         | Cosenza   | 22.338   |
| 3 | Cassano all'Ionio     | Cosenza   | 17.577   |
| 4 | Trebisacce            | Cosenza   | 9.035    |
| 5 | Villapiana            | Cosenza   | 5.475    |
| 6 | Terranova da Sibari   | Cosenza   | 5.180    |
| 7 | Cerchiara di Calabria | Cosenza   | 2.344    |

## Infrastrutture e trasporti

### Porti
- Porto di Corigliano (II classe) grande scalo commerciale, turistico e peschereccio.